# Coelotes icohamatus
Coelotes icohamatus är en spindelart som beskrevs av Zhu och Wang 1991. Coelotes icohamatus ingår i släktet Coelotes och familjen mörkerspindlar. Inga underarter finns listade i Catalogue of Life.